# Gheorghe Apostu
Gheorghe Apostu (n. 14 martie 1937, comuna Bozienii de Sus, județul Neamț – d. 2009, Cluj-Napoca, județul Cluj) a fost un pictor și profesor universitar român.

## Biografie
Urmează școala primară în satul natal, apoi Liceul Roman Vodă din Roman. Studii universitare la Universitatea din Cluj, Institutul de Arte Plastice „Ion Andreescu”; în 1962 își ia licența. Între 1974-1975 obține o bursă de documentare în Italia. Este numit profesor la Facultatea de Desen din cadrul Institutului Pedagogic Cluj (1962-1977), apoi profesor la Academia „Ion Andreescu”.

## Activitatea artistică
Participă la expoziții județene, republicane, tematice sau ocazionale și la expoziții de grup itinerante peste hotare.
Expoziții în străinătate
- 1969 - Expoziție de grup de artă românească în Italia
- 1972 - Expoziție de grup de artă românească în Polonia și Grecia
- 1975 – Expoziție personală la Roma, Perugia și Sulmona; Expoziții de grup de artă românească în Suedia, Canada și Italia
- 1981 - Expoziție de grup de artă românească în Egipt, Libia și Algeria
- 1994 - Expoziție personală la Institutul Cultural Român, New York; Expoziție personală la Universitatea Cornell, Ithaca, SUA

Expoziții în țară
Expoziții personale: Cluj-Napoca, Bistrița, Roman.
Autor de icoane
Pictează la Mănăstirile Rohia (Maramureș) în (1980) și Poșaga (Alba) în (1985).

### Premii
- Premiul I la expoziția Cenaclul Tineretului, Cluj-Napoca, 1972[3]
- Premiul I pentru pictură la cel de-al IV-lea trofeu Internațional „Numana Ars”, Roma, 1975[1][2][3][4]

## Distincții
- Ordinul „Meritul Cultural” clasa a III-a (1968) „pentru activitate deosebită în domeniul artelor plastice”[6]

## Legăturiexterne
Site oficial Mănăstirea Rohia Arhivat în 14 martie 2016, la Wayback Machine.